# Лусаил
Лусаил (араб. لوسيل‎) — строящийся плановый город в Катаре, возведение которого началось в 2006 году. По завершении строительства численность населения города должна составить 455 000 человек, а площадь равняться 35 км². Лусаил расположен в муниципалитете Умм-Салаль.

## События
Именно в городе Лусаил был построен стадион, на котором прошло торжественное открытие и финал ЧМ по футболу 2022. Вместимость стадиона составит 86 000 человек. В 2015 году город принял чемпионат мира по гандболу среди мужчин.

## География
Границы города проходят от Персидского залива на востоке до прибрежной дороги Аль-Хор на западе и примерно в 7 км к северу от отеля Ritz Carlton в Дохе.
Два близлежащих поселения к югу от первоначального города Лусаил, Аль Хараедж и Джабал Туайлеб, были включены в Лусаил в качестве самостоятельных районов. На момент начала реализации проекта эти места не были заселены. До начала застройки в этом районе были только станция Ooredoo, цементный завод и три фермы, одна из которых всё ещё использовалась. К северу от города расположено несколько заброшенных рыбацких деревень.
Качество грунтовых вод в этом районе низкое. На границе города с Персидским заливом уровень грунтовых вод составляет 1 метр над уровнем моря и течет с востока на запад. Уровень минерализации самый высокий в восточной части — 40 ppt, в то время как в западной части он составляет 18 ppt; эти уровни слишком высоки для потребления или использования в сельском хозяйстве. Из-за высокой солености грунтовых вод в этом районе растут только соле- и засухоустойчивые растения. Географическое исследование выявило 25 видов растений в черте города; все они в изобилии встречаются в других местах полуострова.
За исключением собак и верблюдов, содержащихся на местной ферме, во время первоначальной оценки воздействия на окружающую среду в районе не было зарегистрировано ни одного млекопитающего. Однако было обнаружено несколько видов змей и ящериц, в том числе шипохвостая ящерица, распространённая в Катаре. Девять видов птиц встречаются на этой территории, особенно на илистых участках.